# Akademickie mistrzostwa świata w programowaniu zespołowym
Akademickie mistrzostwa świata w programowaniu zespołowym, ICPC (od ang. International Collegiate Programming Contest) – międzynarodowe  drużynowe zawody programistyczne dla studentów z całego świata, organizowane corocznie pod auspicjami Fundacji ICPC, z siedzibą na Uniwersytecie Baylora.

## Historia
Zawody ICPC są organizowane od 1977. Przed 1989 uczestniczyły w nich głównie drużyny ze Stanów Zjednoczonych i Kanady, później zawody zaczęły odgrywać znaczenie międzynarodowe. W latach 2007–2017 zawody były sponsorowane przez firmę IBM, co umożliwiło znaczne poszerzenie ich zasięgu. W 1997 w zawodach wzięło udział 840 drużyn z 560 uniwersytetów, w  2007 było to 6099 drużyn z 1756 uniwersytetów, a w 2018 – ponad 17000 drużyn z 3233 uniwersytetów. W 2012 mistrzostwa odbyły się po raz pierwszy, i dotychczas jedyny, w Polsce (w Warszawie).

## Reguły
Konkurs składa się z dwóch etapów. Pierwszy etap jest regionalny (np. region Europy Środkowej – Central European Regional Contest – w którym znajduje się Polska).
W zawodach biorą udział trzyosobowe drużyny, których członkowie muszą być studentami, mającymi za sobą mniej niż 5 lat nauki uniwersyteckiej. W zawodach nie mogą brać udziału studenci, którzy wcześniej byli na dwóch rundach finałowych.
W czasie rundy drużyny mają 5 godzin na rozwiązanie od 8 do 13 problemów programistycznych. Rozwiązania muszą być napisane w jednym z dopuszczonych języków (w 2019 były to C, C++, Java, Kotlin i Python) i przesłane do serwera. Serwer od razu wykonuje testy i jeśli rozwiązanie jest błędne, zawodnicy są o tym informowani i mogą przysłać poprawioną wersję.
Zwycięża drużyna, która rozwiąże najwięcej zadań. W przypadku remisu o wyniku decyduje sumaryczny czas przysyłania poszczególnych zadań z 20-minutową karą za każde odrzucone rozwiązanie problemu, który ostatecznie został rozwiązany.
W porównaniu z innymi zawodami programistycznymi ICPC charakteryzuje się dużą liczbą zadań i krótkim czasem. Dodatkowo drużyna ma do dyspozycji tylko jeden komputer, co zwiększa nacisk na umiejętność działania w zespole.

## Zwycięzcy
Zwycięzcy zawodów od 1977:

- 2020 – w związku z pandemią COVID-19 zawody zostały przełożone, odbyły się w 2021 roku Państwowy Uniwersytet im. N.Łobaczewskiego w Niżnym Nowogrodzie, Rosja
- 2019 – Moskiewski Uniwersytet Państwowy im. M.W. Łomonosowa, Rosja
- 2018 – Moskiewski Uniwersytet Państwowy im. M.W. Łomonosowa, Rosja
- 2017 – Politechnika w Petersburgu, Rosja
- 2016 – Politechnika w Petersburgu, Rosja
- 2015 – Politechnika w Petersburgu, Rosja
- 2014 – Politechnika w Petersburgu, Rosja
- 2013 – Politechnika w Petersburgu, Rosja
- 2012 – Politechnika w Petersburgu, Rosja[1]
- 2011 – ZJU, Chiny[2]
- 2010 – Uniwersytet Jiao Tong w Szanghaju, Chiny[3]
- 2009 – Politechnika w Petersburgu, Rosja[4]
- 2008 – Politechnika w Petersburgu, Rosja[5]
- 2007 – Uniwersytet Warszawski, Polska[6]
- 2006 – Uniwersytet Saratowski im. N.G. Czernyszewskiego(inne języki), Rosja[7]
- 2005 – Uniwersytet Jiao Tong w Szanghaju, Chiny[8]
- 2004 – Politechnika w Petersburgu, Rosja[9]
- 2003 – Uniwersytet Warszawski, Polska[10]
- 2002 – Uniwersytet Jiao Tong w Szanghaju, Chiny[11]
- 2001 – Petersburski Uniwersytet Państwowy, Rosja[12]
- 2000 – Petersburski Uniwersytet Państwowy, Rosja[13]
- 1999 – Uniwersytet w Waterloo, Kanada
- 1998 – Uniwersytet Karola, Czechy
- 1997 – Harvey Mudd College(inne języki), Stany Zjednoczone
- 1996 – Uniwersytet Kalifornijski w Berkeley, Stany Zjednoczone
- 1995 – Uniwersytet we Fryburgu, Niemcy
- 1994 – Uniwersytet w Waterloo, Kanada
- 1993 – Uniwersytet Harvarda, Stany Zjednoczone
- 1992 – Uniwersytet w Melbourne, Australia
- 1991 – Uniwersytet Stanforda, Stany Zjednoczone
- 1990 – Uniwersytet Otago, Nowa Zelandia
- 1989 – Uniwersytet Kalifornijski w Los Angeles, Stany Zjednoczone
- 1988 – Kalifornijski Instytut Techniczny, Stany Zjednoczone
- 1987 – Uniwersytet Stanforda, Stany Zjednoczone
- 1986 – Kalifornijski Instytut Techniczny, Stany Zjednoczone
- 1985 – Uniwersytet Stanforda, Stany Zjednoczone
- 1984 – Uniwersytet Johnsa Hopkinsa, Stany Zjednoczone
- 1983 – Uniwersytet Nebraski, Stany Zjednoczone
- 1982 – Uniwersytet Baylora, Stany Zjednoczone
- 1981 – Uniwersytet Missouri w Rolli, Stany Zjednoczone
- 1980 – Uniwersytet Waszyngtona w St. Louis, Stany Zjednoczone
- 1979 – Uniwersytet Waszyngtona w St. Louis, Stany Zjednoczone
- 1978 – Instytut Techniczny Massachusetts, Stany Zjednoczone
- 1977 – Uniwersytet Stanu Michigan, Stany Zjednoczone

## Medale Polaków
Złote medale przyznawane są za zajęcie miejsc 1–4, srebrne za miejsca 5–8, a brązowe za miejsca 9–12 z możliwością przyznania za dalsze miejsca.
Złote medale:
- 2019 – 4. miejsce – Uniwersytet Warszawski (Jakub Boguta, Konrad Paluszek i Mateusz Radecki)
- 2017 – 2. miejsce – Uniwersytet Warszawski (Wojciech Nadara, Marcin Smulewicz i Marek Sokołowski)
- 2012 – 2. miejsce – Uniwersytet Warszawski (Tomasz Kulczyński, Jakub Pachocki i Wojciech Śmietanka)
- 2007 – 1. miejsce – Uniwersytet Warszawski (Marek Cygan, Marcin Pilipczuk i Filip Wolski)
- 2006 – 2. miejsce – Uniwersytet Jagielloński (Arkadiusz Pawlik, Bartosz Walczak i Paweł Walter)
- 2003 – 1. miejsce – Uniwersytet Warszawski (Tomasz Czajka, Andrzej Gąsienica-Samek i Krzysztof Onak)

Srebrne medale:
- 2020 – 5. miejsce – Uniwersytet Wrocławski (Anadi Agrawal, Jarosław Kwiecień i Adam Zyzik)
- 2019 – 6. miejsce – Uniwersytet Wrocławski (Anadi Agrawal, Michał Górniak i Jarosław Kwiecień)
- 2016 – 5. miejsce – Uniwersytet Warszawski (Wojciech Nadara, Marcin Smulewicz i Marek Sokołowski)
- 2014 – 5. miejsce – Uniwersytet Warszawski (Jakub Oćwieja, Tomasz Kociumaka i Jarosław Błasiok)
- 2013 – 6. miejsce – Uniwersytet Warszawski (Marcin Andrychowicz, Maciej Klimek i Tomasz Kociumaka)
- 2010 – 8. miejsce – Uniwersytet Warszawski (Karol Kurach, Krzysztof Pawłowski i Michał Pilipczuk)
- 2006 – 7. miejsce – Uniwersytet Warszawski (Marcin Michalski, Paweł Parys i Bartłomiej Romański)
- 2005 – 5. miejsce – Uniwersytet Wrocławski (Paweł Gawrychowski, Jakub Łopuszański i Tomek Wawrzyniak)
- 2001 – 6. miejsce – Uniwersytet Warszawski (Tomasz Czajka, Andrzej Gąsienica-Samek i Marcin Stefaniak)

Brązowe medale:
- 2016 – 9. miejsce – Uniwersytet Wrocławski (Bartłomiej Dudek, Maciej Dulęba i Mateusz Gołębiewski)
- 2015 – 12. miejsce – Uniwersytet Warszawski (Kamil Dębowski, Błażej Magnowski i Marek Sommer)
- 2013 – 9. miejsce – Uniwersytet Jagielloński (Jakub Adamek, Grzegorz Guśpiel i Jonasz Pamuła)
- 2011 – 9. miejsce – Uniwersytet Jagielloński (Robert Obryk, Adam Polak i Maciej Wawro)
- 2009 – 9. miejsce – Uniwersytet Warszawski (Marcin Andrychowicz, Maciej Klimek i Marcin Kościelnicki)
- 2004 – 10. miejsce – Uniwersytet Warszawski (Tomasz Malesiński, Krzysztof Onak i Paweł Parys)
- 1998 – 9. miejsce – Uniwersytet Warszawski (Adam Borowski, Jakub Pawlewicz i Krzysztof Sobusiak)